# Кудрявцев, Александр Николаевич
Алекса́ндр Никола́евич Кудря́вцев (1840—1888) — протоиерей, богослов, проповедник.

## Биография
Александр Кудрявцев родился в 1840 году во Владимирской губернии в семье сельского священника.
Закончил Вифанскую духовную семинарию и в 1866 году Московскую духовную академию со степенью магистра богословия.
После рукоположения в диакона, служил при посольской церкви Святителя Николая в Вене (1866—1873, после протоиерей), путешествовал по Венгрии, Сербии и Чехии.
В 1867—1872 годах сотрудничал с «Московскими ведомостями», сообщая сведения о современном славянстве.
С 1873 года утверждён в звании профессора богословия в Новороссийском университете.
Был известен как выдающийся проповедник.
Скончался 15 (27) сентября 1888 года, похоронен на 1-м Христианском кладбище Одессы (ныне — Преображенский парк).

## Основные труды
- «Мухамеданская религия в её происхождении, существе и отношении к религии христианской» («Записки Новороссийского Университета», т. XX);
- «Нищенство, как предмет попечения церкви, общества и государства» (ib., т. XLIV);
- «Отношение духовенства к церковному хозяйству» («Церковно-общественный вестник», 1879);
- «Сравнительный очерк видов благотворительности» (Одесса, 1884);
- «Краткий очерк наиболее выдающихся трудов по церковному праву за последнее пятилетие» («Протоколы Юридического общества при Новороссийском университете», 1881)

После его смерти вышел «Краткий курс лекций по православному богословию» (М., 1889).